# Hana Růžičková
Hana Růžičková (Třebotov, Checoslovaquia, 18 de febrero de 1941-Praga, 21 de mayo de 1981) fue una gimnasta artística checoslovaca, que ganó dos medallas dos medallas de plata olímpicas en la década de 1960.
En los JJ. OO. de Roma 1960 gana plata en equipos, quedando situadas tras las soviéticas y por delante de las rumanas, dos años después, en el Mundial de Praga 1962 vuelve a ganar la plata por equipos, y nuevamente dos años después en las Olimpiadas de Tokio 1964 vuelve a ayudar a su equipo a lograr la plata, en esta ocasión igualmente tras las soviéticas, pero por delante de las japonesas.